# الدوري الهولندي الممتاز 1891–92
الدوري الهولندي الممتاز 1891–92 (بالهولندية: Nederlands landskampioenschap voetbal 1891/92)‏ هو الموسم 4 من الدوري الهولندي الممتاز. أشرف على تنظيمه الاتحاد الملكي الهولندي لكرة القدم، وفاز فيه AVV RAP ‏.